# زيت جوز الهند

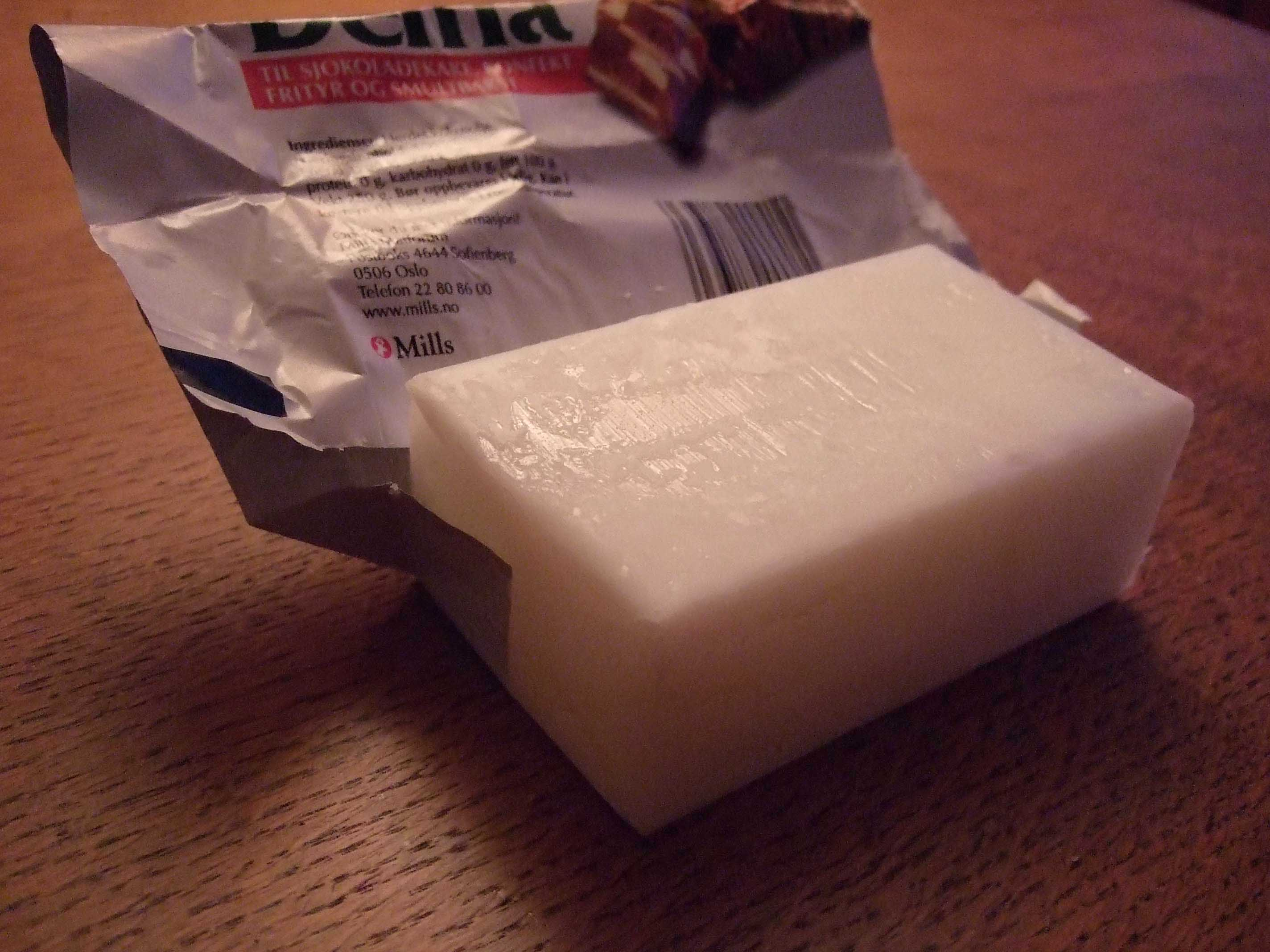
"زبدة جوز الهند" الصلبة تبيعها شركة نرويجية

زيت جوز الهند هو زيت طعام يستخرج من نواة أو حشوة ثمرة جوز الهند الناضجة والتي تؤخذ من أشجار جوز الهند. لهذا الزيت استخدامات عديدة في الغذاء والدواء والصناعة. نظراً لاحتوائه على نسبة عالية من حمض دسم مشبع فإنه يتأكسد ببطء، لذا فهو مقاوم للعملية التزنخ ويدوم لفترة تصل إلى عامين دون أن يفسد.
لا تنصح العديد من المنظمات الصحية مثل منظمة الصحة العالمية، ووزارة الصحة والخدمات البشرية الأمريكية، وإدارة الغذاء والدواء بالولايات المتحدة، وجمعية القلب الأمريكية، وهيئة الخدمات الصحية الوطنية بالمملكة المتحدة، والمؤسسة البريطانية للتغذية، وأخصائيي التغذية في كندا بتناول زيت جوز الهند بكميات كبيرة، نظرًا لاحتوائه على مستويات عالية من الدهون المشبعة.

## الإنتاج

### عملية التجفيف

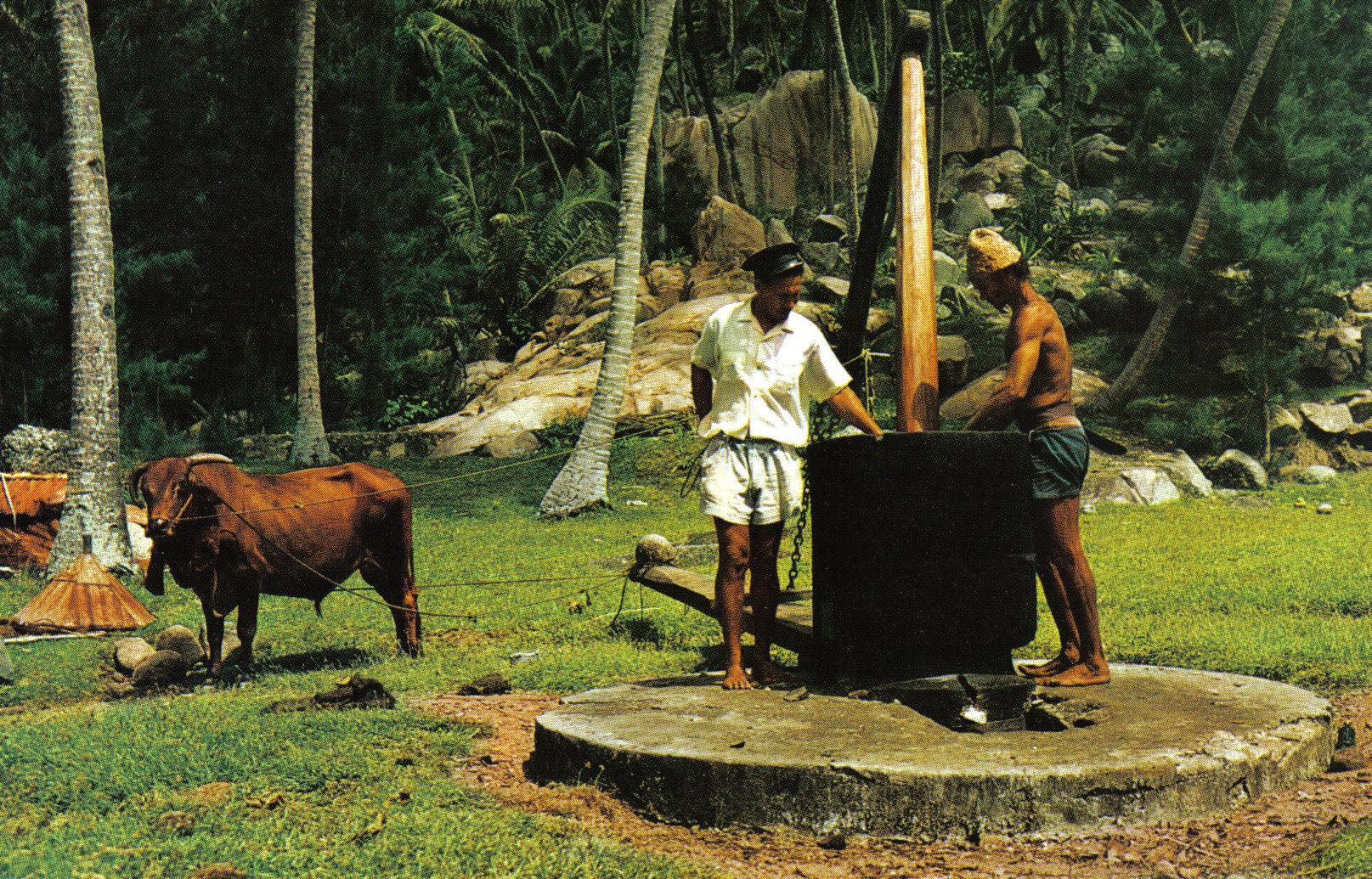
الطريقة التقليدية في صنع زيت جوز الهند باستخدام مطحنة يديرها ثور في سيشيل

يمكن استخراج زيت جوز الهند بطرق التجفيف أو الترطيب. تتطلب طريقة التجفيف فصل لب الجوزة عن القشرة وتجفيفها على النار أو تحت أشعة الشمس أو في الفرن للحصول على لب جوز الهند المجفف.
يتم ضغط اللب المجفف أو حله بمذيبات، وهذا يُنتج زيت جوز الهند وهريس ذو نسب مرتفعة من البروتين والألياف الغذائية. لكن هذا الهريس لا يصلح للاستهلاك البشري، لذا يستخدم كعلف للحيوانات المجترة. ليس من طرق لاستخراج البروتين من هذا الهريس. يتم فقد جزء من الزيت المستخرج من اللب أثناء عملية الاستخراج.

## التكوين والمقارنة
التركيز التقريبي للأحماض الدهنية في زيت جوز الهند (نقطة منتصف المدى في المصدر):
| \| الأحماض الدهنية في زيت جوز الهند \| الأحماض الدهنية في زيت جوز الهند \| الأحماض الدهنية في زيت جوز الهند \| الأحماض الدهنية في زيت جوز الهند \| الأحماض الدهنية في زيت جوز الهند \| \| ------------------------------------------------------- \| -------------------------------- \| -------------------------------- \| -------------------------------- \| -------------------------------- \| \| Type of fatty acid \| Type of fatty acid \| \| pct \| pct \| \| حمض الأوكتانويك المشبع C8 \| حمض الأوكتانويك المشبع C8 \| \| 7% \| 7% \| \| حمض الديكانويك المشبع C10 \| حمض الديكانويك المشبع C10 \| \| 8% \| 8% \| \| حمض الغار المشبع C12 \| حمض الغار المشبع C12 \| \| 48% \| 48% \| \| حمض الميريستيك المشبع C14 \| حمض الميريستيك المشبع C14 \| \| 16% \| 16% \| \| حمض النخيل المشبع C16 \| حمض النخيل المشبع C16 \| \| 9.5% \| 9.5% \| \| حمض الزيت غير مشبع أحادي C18:1 \| حمض الزيت غير مشبع أحادي C18:1 \| \| 6.5% \| 6.5% \| \| أخرى \| أخرى \| \| 5% \| 5% \| \| أسود: مشبع; رصاصي: غير مشبع أحادي; أزرق: غير مشبع متعدد \| \| \| \| \| |                                |  |      |      |
| الأحماض الدهنية في زيت جوز الهند |                                |  |      |      |
| Type of fatty acid | Type of fatty acid             |  | pct  | pct  |
| حمض الأوكتانويك المشبع C8 | حمض الأوكتانويك المشبع C8      |  | 7%   | 7%   |
| حمض الديكانويك المشبع C10 | حمض الديكانويك المشبع C10      |  | 8%   | 8%   |
| حمض الغار المشبع C12 | حمض الغار المشبع C12           |  | 48%  | 48%  |
| حمض الميريستيك المشبع C14 | حمض الميريستيك المشبع C14      |  | 16%  | 16%  |
| حمض النخيل المشبع C16 | حمض النخيل المشبع C16          |  | 9.5% | 9.5% |
| حمض الزيت غير مشبع أحادي C18:1 | حمض الزيت غير مشبع أحادي C18:1 |  | 6.5% | 6.5% |
| أخرى | أخرى                           |  | 5%   | 5%   |
| أسود: مشبع; رصاصي: غير مشبع أحادي; أزرق: غير مشبع متعدد |                                |  |      |      |

يوفر الجدول التالي معلومات حول تكوين زيت جوز الهند وكيف يقارن مع الزيوت النباتية الأخرى.
| زيت نباتي                                | زيت نباتي     | زيت نباتي               | زيت نباتي                            | زيت نباتي                            | زيت نباتي                            | زيت نباتي                            | زيت نباتي                            | زيت نباتي       |
| النوع                                    | عملية التصنيع | الأحماض الدهنية المشبعة | الأحماض الدهنية الأحادية غير المشبعة | الأحماض الدهنية الأحادية غير المشبعة | الأحماض الدهنية المتعددة غير المشبعة | الأحماض الدهنية المتعددة غير المشبعة | الأحماض الدهنية المتعددة غير المشبعة | درجة التبخر     |
| النوع                                    | عملية التصنيع | الأحماض الدهنية المشبعة | مجموع الأحماض الأحادية               | حمض الزيت(ω-9)                       | مجموع الأحماض المتعددة               | حمض ألفا-اللينولينيك (ω-3)           | حمض اللينولييك(ω-6)                  | درجة التبخر     |
| ---------------------------------------- | ------------- | ----------------------- | ------------------------------------ | ------------------------------------ | ------------------------------------ | ------------------------------------ | ------------------------------------ | --------------- |
| الأفوكادو                                |               | 11.6                    | 70.6                                 |                                      | 13.5                                 | 1                                    | 12.5                                 | 249 °م (480 °ف) |
| كانولا                                   |               | 7.4                     | 63.3                                 | 61.8                                 | 28.1                                 | 9.1                                  | 18.6                                 | 238 °م (460 °ف) |
| زيت جوز الهند                            |               | 82.5                    | 6.3                                  | 6                                    | 1.7                                  |                                      |                                      | 175 °م (347 °ف) |
| زيت الذرة                                |               | 12.9                    | 27.6                                 | 27.3                                 | 54.7                                 | 1                                    | 58                                   | 232 °م (450 °ف) |
| زيت بذرة القطن                           |               | 25.9                    | 17.8                                 | 19                                   | 51.9                                 | 1                                    | 54                                   | 216 °م (420 °ف) |
| زيت بذر الكتان                           |               | 9.0                     | 18.4                                 | 18                                   | 67.8                                 | 53                                   | 13                                   | 107 °م (225 °ف) |
| زيت الأفيون                              |               | 7.0                     | 9.0                                  | 9.0                                  | 82.0                                 | 22.0                                 | 54.0                                 | 166 °م (330 °ف) |
| زيت زيتون                                |               | 13.8                    | 73.0                                 | 71.3                                 | 10.5                                 | 0.7                                  | 9.8                                  | 193 °م (380 °ف) |
| زيت النخيل                               |               | 49.3                    | 37.0                                 | 40                                   | 9.3                                  | 0.2                                  | 9.1                                  | 235 °م (455 °ف) |
| زيت فول سوداني                           |               | 20.3                    | 48.1                                 | 46.5                                 | 31.5                                 |                                      | 31.4                                 | 232 °م (450 °ف) |
| عصفر                                     |               | 7.5                     | 75.2                                 | 75.2                                 | 12.8                                 | 0                                    | 12.8                                 | 212 °م (414 °ف) |
| زيت فول الصويا                           |               | 15.6                    | 22.8                                 | 22.6                                 | 57.7                                 | 7                                    | 51                                   | 238 °م (460 °ف) |
| زيت زهرة الشمس                           |               | 10.1                    | 45.4                                 | 45.3                                 | 40.1                                 | 0.2                                  | 39.8                                 | 227 °م (440 °ف) |
| زيت زهرة الشمس                           |               | 9.9                     | 83.7                                 | 82.6                                 | 3.8                                  | 0.2                                  | 3.6                                  | 227 °م (440 °ف) |
| زيت بذرة القطن                           | هدرجة         | 93.6                    | 1.5                                  |                                      | 0.6                                  |                                      | 0.3                                  |                 |
| زيت النخيل                               | هدرجة         | 88.2                    | 5.7                                  |                                      | 0                                    |                                      |                                      |                 |
| زيت فول الصويا                           | هدرجة         | 14.9                    | 43.0                                 | 42.5                                 | 37.6                                 | 2.6                                  | 34.9                                 |                 |
| القيم كنسبة (٪) بالوزن من الدهون الكلية. |               |                         |                                      |                                      |                                      |                                      |                                      |                 |

## مخاوف صحية
نظرًا لاحتوائ زيت جوز الهند على مستويات عالية من الدهون المشبعة لا تنصح العديد من المنظمات الصحية باستخدامه في الطعام، بما في ذلك منظمة الصحة العالمية، ووزارة الصحة والخدمات البشرية الأمريكية، وإدارة الغذاء والدواء بالولايات المتحدة، وجمعية القلب الأمريكية، وخاصة بعد تقرير جمعية القلب الأمريكية (AHA 2017 )عن الدهون المشبعة، في الواقع يوصي AHA بالتمسك بـ 30 جرامًا من زيت جوز الهند يوميًا للرجال أي حوالي 2 ملعقة كبيرة، و20 جرامًا يوميًا للنساء، أي حوالي 1,33 ملعقة كبيرة وهيئة الخدمات الصحية الوطنية بالمملكة المتحدة، والمؤسسة البريطانية للتغذية، وأخصائيي التغذية في كندا بتناول زيت جوز الهند بكميات كبيرة، نظرًا لاحتوائه على مستويات عالية من الدهون المشبعة.
يحتوي زيت جوز الهند على نسبة كبيرة من حمض اللوريك (حمض الغار)، وهو من الدهون المشبعة التي ترفع مستويات الكوليسترول في الدم عن طريق زيادة كل من البروتين الدهني مرتفع الكثافة (HDL) والبروتين الدهني منخفض الكثافة (LDL). على الرغم من أن هذا قد يخلق صورة ملحوظة عن الكوليسترول في الدم، إلا أن هذا لا يستبعد احتمال أن الاستهلاك المستمر لزيت جوز الهند قد يزيد من خطر الإصابة بأمراض القلب والأوعية الدموية من خلال آليات أخرى، لا سيما عن طريق زيادة ملحوظة في نسبة الكوليسترول في الدم الناجم عن حمض اللوريك. ولأن معظم الدهون المشبعة في زيت جوز الهند هي حمض اللوريك، يمكن تفضيل زيت جوز الهند على الزيوت النباتية المهدرجة جزئيًا عند استخدام الدهون الصلبة في النظام الغذائي.
وبسبب محتواه العالي من الدهون المشبعة مع عبء السعرات الحرارية العالية المقابل، قد يعزز الاستخدام المنتظم لزيت جوز الهند في إعداد الطعام من زيادة الوزن.

## الاستخدامات

### التغذية وتركيب الدهون
يتركب زيت جوز الهند من 99% من الدهون، ويتألف أساسًا من الدهون المشبعة (82% من المجموع؛ الجدول). في كمية مرجعية تُقدّر بـ 100 غرام، ويُوفر زيت جوز الهند يوفر 890 سعرة حرارية. يتألف نصف محتوى الدهون المشبعة من زيت جوز الهند هو حمض اللوريك، في حين تشمل الدهون المشبعة الهامة الأخرى هي حمض الميرستوليك وحمض البالميتولييك. وتشمل الدهون الأحادية غير المشبعة 6% من إجمالي الدهون والدهون المتعددة غير المشبعة بنسبة 2% (انظر الجدول). كما يحتوي زيت جوز الهند على فايتوستيرول، ولكن لا توجد مغذيات دقيقة ذات محتوى مهم (انظر الجدول جدول).

### في الطعام
على الرغم من محتواه العالي من الدهون المشبعة، يستخدم زيت جوز الهند بشكل شائع في المخبوزات، والمعجنات، مع «مذاق، جوزي»، مما يضيف نكهة ذات لمسة من الحلاوة. يُضاف زيت جوز الهند أيضًا إللى الفشار المُباع في أفلام السينما، ويضيف زيت جوز الهند أيضصا كمية كبيرة من الدهون والسعرات الحرارية المشبعة إلى الوجبة الخفيفة مع تعزيز نكهتها، وربما يُزيد من الاستهلاك الإضافي للأطعمة الخفيفة ذات السعرات الحرارية العالية، وتوازن الطاقة، وزيادة الوزن.
وتشمل الاستخدامات الغذائية الأخرى استبدال الدهون الصلبة المنتجة من خلال الهدرجة في السلع المخبوزة والحلويات. وغالبًا ما يستخدم زيت جوز الهند المهدرج أو المهدرج جزئيًا في مبيض القهوة والأطعمة الخفيفة. في القلي، تصل نقطة تبخر زيت جوز الهند 177 درجة مئوية (351 درجة فهرنهايت)